# Synefrin
Synefrin, přesněji p-synefrin, je alkaloid, který se přirozeně vyskytuje u některých rostlin a zvířat, a také ve schválených léčivých přípravcích jako např. m- substituovaný analog známý jako neo-synefrin. p- Sinefrin (dříve Sympatol a oxedrin [ BAN ]) a m -synefrin jsou známy pro své dlouhodobější adrenergní účinky ve srovnání s norepinefrinem. Tato látka je přítomna ve velmi nízkých koncentracích v běžných potravinách, jako je pomerančová šťáva a jiné pomerančové ( citrusové druhy) produkty, jak "sladké", tak i "hořké" odrůdy. Přípravky používané v tradiční čínské medicíně (TCM), známé také jako Zhi Shi, jsou nezralé a sušené celé pomeranče z Citrus aurantium (Fructus Aurantii Immaturus). Výtažky ze stejného materiálu nebo vyčištěného synefrinu jsou také uváděny na trh v USA, někdy v kombinaci s kofeinem, jako dieta pro orální užití podporující snížení hmotnosti. Zatímco tradiční přípravky byly používány po tisíciletí jako součást receptur TCM, samotný synefrin není schváleným léčivem. Jako léčiva se stále používá m- synefrin ( fenylefrin ) jako sympatomimetikum, tj. pro hypertenzní a vazokonstrikční vlastnosti, většinou injekcí pro léčbu mimořádných stavů, jako je šok a zřídka perorálně pro léčbu bronchiálních problémů spojených s astmatem a senná rýma.
Je nutné rozlišovat mezi studiemi týkajícími se synefrinu jako jediné chemické entity (synefrin může existovat buď ve formě dvou stereoizomerů, d- a l-synefrinu, které jsou chemicky a farmakologicky odlišné) a synefrinu, který je smíchán s jinými léky a / nebo botanické výtažky v suplementech, stejně jako synefrin, který je přítomen jako pouze jedna chemická složka v přirozeně se vyskytující směsi fytochemikálií, např. v kůži nebo v hořkých pomerančích. Směsi obsahující synefrin jako pouze jednu jejich chemických složek (bez ohledu na to, zda jsou syntetické nebo přírodní), by neměly mít stejné biologické účinky jako samotný synefrin. 
Synefrin je bezbarvá, krystalická pevná látka a je rozpustná ve vodě. Jeho molekulární struktura je založena na fenethylaminovém skeletu a je příbuzná s mnoha jinými léky a hlavních neurotransmiterů epinefrinu a norepinefrinu.

## Přírodní výskyt
Synefrin, i když již známý jako syntetická organická sloučenina, byl nejprve izolován jako přírodní produkt z listů různých citrusových stromů a jeho přítomnost zaznamenaná v různých citrusových šťávách Stewartem a spolupracovníkymi na počátku šedesátých let.   Průzkum výskytu synefrinu mezi vyšší rostliny publikoval v roce 1970 Wheaton a Stewart.  To bylo následně zjištěno u druhů Evodia  a Zanthoxylum,  všech rostlin z čeledí Rutaceae.
Stopové hladiny (0,003%) synefrinu byly také zjištěny v sušených listích Pogostemon cablin ( patchouli, Lamiaceae).  To se také vyskytuje u některých druhů kaktusů rodu Coryphantha a Dolichothele. 
Tato sloučenina se však nachází převážně v řadě druhů citrusů, včetně "hořkých" a "sladkých" pomerančových odrůd.

### Citrusové plody
Extrakt z nezralého ovoce z asijských kultivarů Citrus aurantium (běžně nazývaný "hořký" pomeranč), shromážděný v Číně, vykazuje obsahy synefrinu přibližně 0,1-0,3% nebo ~ 1-3   mg / g;  Analýza sušeného ovoce C. aurantium pěstovaného v Itálii ukázala koncentraci synefrinu o ~ 1   mg / g, přičemž kůra obsahuje více než třikrát více než buničina. 

### Stereoizomery
Vzhledem k tomu, že synefrin existuje ve dvou enantiomerech, které nemají identické biologické účinky, někteří výzkumníci zkoumali stereoizomerní složení synefrinu extrahovaného z přírodních zdrojů. I když je zřejmé, že synefrin se nachází v těchto druhů, Citrus, které byly studovány především jako L-izomeru,   byly zjištěny nízké hodnoty d-synefrin v šťávy a marmelády vyrobené z C. unshiu,  a nízké hladiny (0,002%) byly hlášeny u čerstvého ovoce z C. aurantium.  Existují náznaky, že některý d-synefrin může být tvořen racemizací l-synefrinu v důsledku zpracování čerstvého ovoce, i když tato věc nebyla zcela objasněna.   Nicméně, bez ohledu na situaci u druhů Citrus, Ranieri a McLaughlin hlásili izolaci racemické (tj. Směsi stejného množství d- a l-stereoisomerů) synefrinu z kaktusu rodu Dolichothele za podmínek, významné množství racemizace. 

### Biosyntéza
Předpokládá se, že biosyntéza synefrinu v citrusových druzích probíhá následně : tyrosin → tyramin

## Přítomnost v nutričních / dietních doplňcích
Některé doplňky stravy, které se prodávají za účelem podpory úbytku tělesné hmotnosti nebo poskytování energie, obsahují synefrin jako jednu z několika složek. Obvykle je synefrin přítomen jako přírodní složka Citrus aurantium ("hořká oranžová"), vázaná v rostlinné matrici, ale může být také ze syntetického původu nebo z vyčištěné fytochemické látky (tj. Extrahována z rostlinného zdroje a přečištěna do chemických látek homogenita).    Rozsah koncentrací, který společnost Santana a spolupracovníci zjistila v pěti různých doplňcích zakoupených v USA, činila přibližně 5 až 14 let   mg / g. 